# Earth (2007)
Earth é um documentário teuto-britânico-estadunidense produzido pela BBC Worldwide Ltd, Discovery Channel, NHK e The Walt Disney Company, dirigido por Alastair Forthergill e Mark Linfield e lançado em 2007.
Uma história épica de aventura, estrelado por alguns dos mais magníficos e corajosos seres vivos, espera por você em Earth. Disneynature traz para você uma história notável, narrado por James Earl Jones, de três famílias de animais em uma jornada através de nosso planeta - os ursos polares, elefantes e baleias jubarte.
O documentário é narrado por:
- James Earl Jones (versão distribuída nos Estados Unidos)
- Patrick Stewart (versão do Reino Unido)
- Ulrick Tukur (versão da Alemanha)
- Ken Watanabe (versão do Japão)